# Morău
Morău – wieś w Rumunii, w okręgu Kluż, w gminie Cornești. W 2011 roku liczyła 76 mieszkańców.